# Гікорі-Гіллс (Пенсільванія)
Гікорі-Гіллс (англ. Hickory Hills) — переписна місцевість (CDP) в США, в окрузі Лузерн штату Пенсільванія. Населення — 624 особи (2020).

## Географія
Гікорі-Гіллс розташоване за координатами 41°2′4″ пн. ш. 75°49′14″ зх. д. / 41.03444° пн. ш. 75.82056° зх. д. (41.034410, -75.820554).  За даними Бюро перепису населення США в 2010 році переписна місцевість мала площу 3,66 км², з яких 3,63 км² — суходіл та 0,02 км² — водойми.

## Демографія
Згідно з переписом 2010 року, у переписній місцевості мешкали 562 особи в 254 домогосподарствах у складі 151 родини. Густота населення становила 154 особи/км².  Було 481 помешкання (132/км²).
Расовий склад населення:
| - 95,4 % — білих - 1,4 % — чорних або афроамериканців - 0,5 % — корінних американців - 0,2 % — азіатів |

До двох чи більше рас належало 1,8 %. Частка іспаномовних становила 4,6 % від усіх жителів.
За віковим діапазоном населення розподілялося таким чином: 17,3 % — особи молодші 18 років, 68,6 % — особи у віці 18—64 років, 14,1 % — особи у віці 65 років та старші. Медіана віку мешканця становила 47,7 року. На 100 осіб жіночої статі у переписній місцевості припадало 105,1 чоловіків;  на 100 жінок у віці від 18 років та старших — 107,6 чоловіків також старших 18 років.
Середній дохід на одне домашнє господарство  становив 48 612 долари США (медіана — 39 773), а середній дохід на одну сім'ю — 46 988 доларів (медіана — 44 632). Медіана доходів становила 42 344 долари для чоловіків та 33 125 доларів для жінок. За межею бідності перебувало 0,9 % осіб, у тому числі 4,8 % дітей у віці до 18 років та 0,0 % осіб у віці 65 років та старших.
Цивільне працевлаштоване населення становило 311 осіб. Основні галузі зайнятості: освіта, охорона здоров'я та соціальна допомога — 54,0 %, транспорт — 13,8 %, науковці, спеціалісти, менеджери — 10,3 %, виробництво — 7,1 %.